# Camptocladius brachytomus
Camptocladius brachytomus är en tvåvingeart som först beskrevs av Jean-Jacques Kieffer 1922.  Camptocladius brachytomus ingår i släktet Camptocladius och familjen fjädermyggor. Inga underarter finns listade i Catalogue of Life.